# Protocolli di Palermo
I protocolli di Palermo indicano congiuntamente tre protocolli adottati dall'Organizzazione delle Nazioni Unite unitamente alla Convenzione delle Nazioni Unite contro la criminalità organizzata transnazionale sottoscritta a Palermo tra il 12 ed il 15 dicembre 2000.
Questi protocolli sono:
- il Protocollo delle Nazioni Unite sulla prevenzione, soppressione e persecuzione del traffico di esseri umani, in particolar modo donne e bambini;
- il Protocollo contro il traffico di migranti via terra, mare e aria;
- il Protocollo sulla lotta contro la fabbricazione e il traffico illeciti di armi da fuoco, loro parti e componenti e munizioni.

Assieme alla convenzione di Palermo ricadono sotto la giurisdizione dell'Ufficio delle Nazioni Unite per il controllo della droga e la prevenzione del crimine (UNODC).